# Alvar Aalto
Hugo Alvar Henrik Aalto (ur. 3 lutego 1898 w Kuortane, zm. 11 maja 1976 w Helsinkach) – fiński modernistyczny architekt i projektant form przemysłowych.

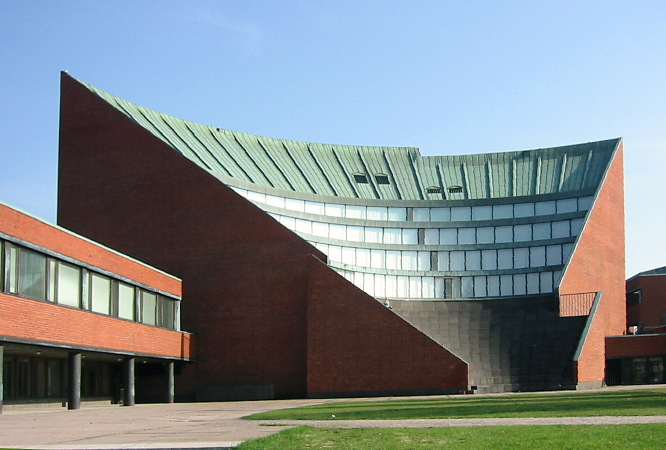
A Aalto i E. Aalto: Budynek Technicznego Uniwersytetu Helsińskiego w Helsinkach

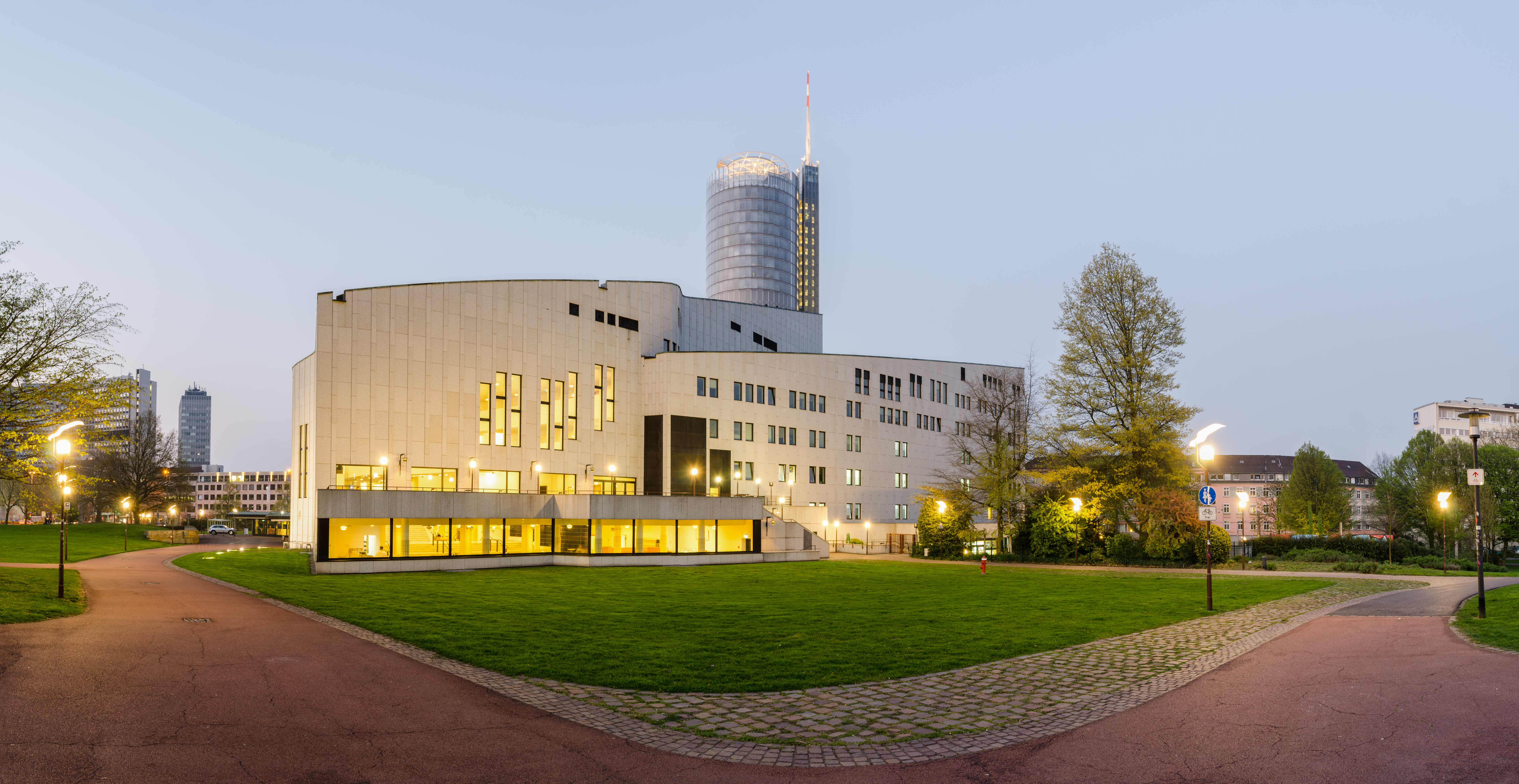
A. Aalto i E. Aalto: Teatr w Essen

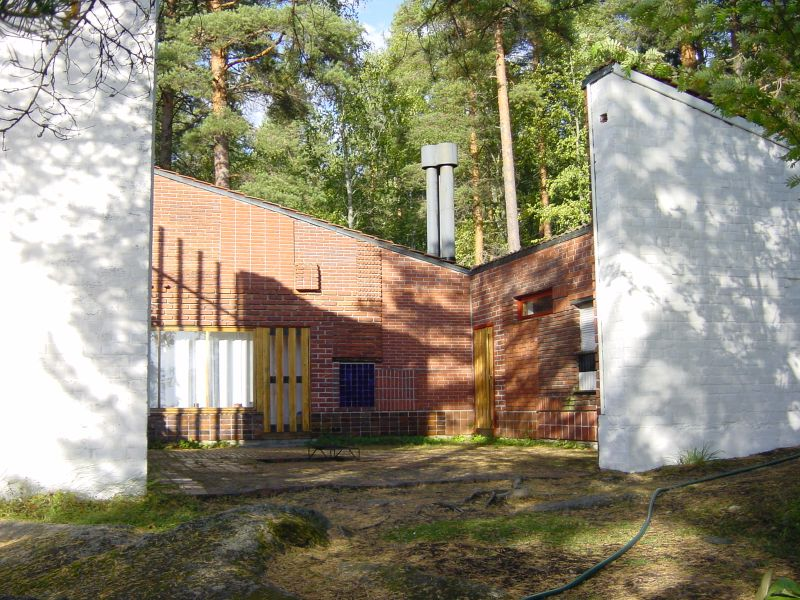
A. Aalto i E. Aalto: Eksperymentalny dom w Muuratsalo

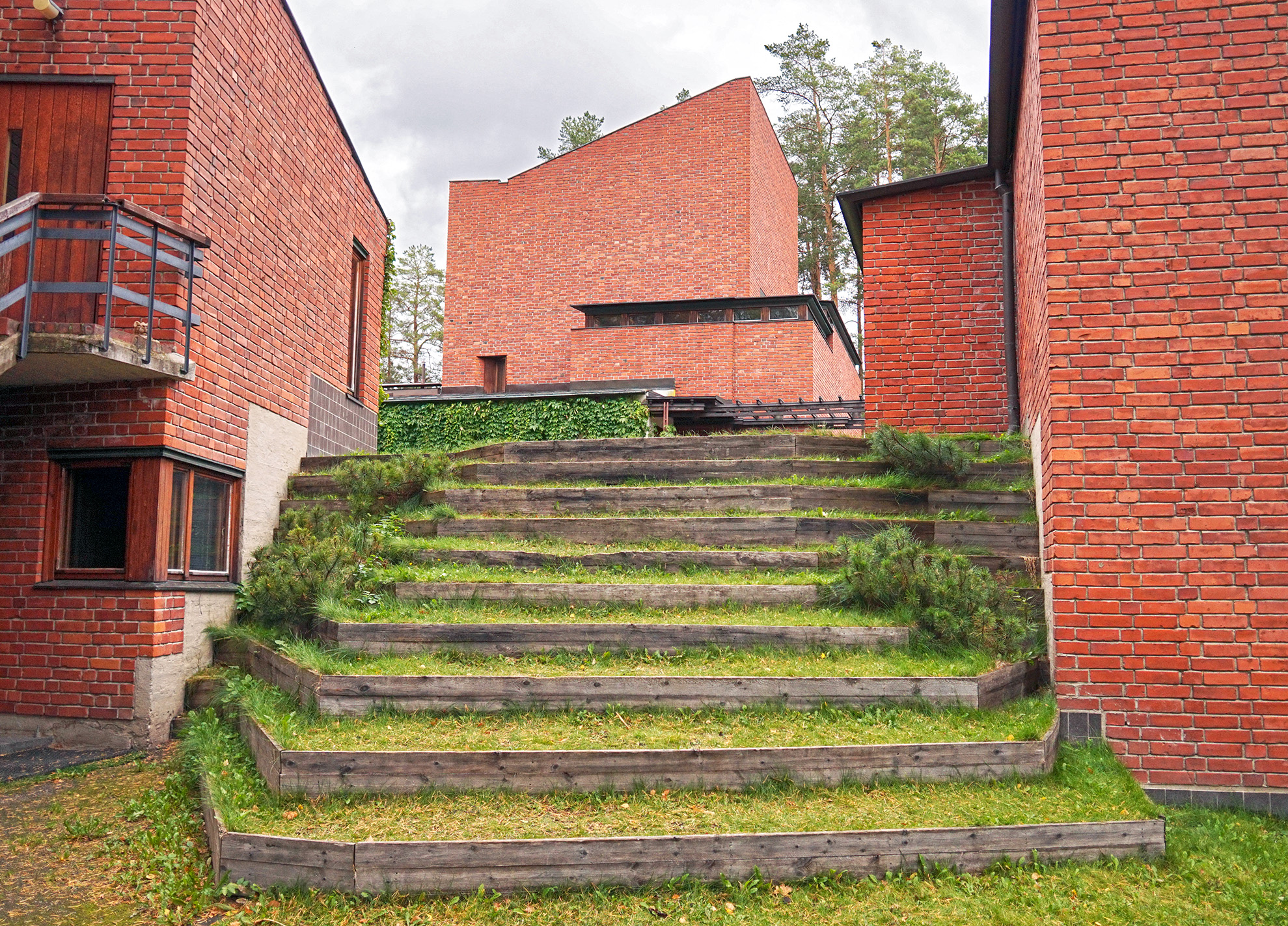
A. Aalto i E. Aalto: Ratusz i biblioteka w Säynätsalo

Był ceniony za swoje humanistyczne podejście do architektury. Jego prace obejmują architekturę, meble i wyroby szklane. Był jednym z pierwszych i najbardziej wpływowych architektów skandynawskiego ruchu modernistycznego oraz od 1928 członkiem Congrès international d’architecture moderne. Najważniejsze prace to gmach kongresowy Finlandia Talo w Helsinkach i zespół szkół uniwersytetu technologii w Helsinkach. Do wyrobów szklanych Aalto należy m.in. światowej sławy „Wazon Savoy”.

## Życiorys
Od 1916 studiował architekturę w Helsińskim Instytucie Technicznym w Otaniemi u Armasa Lindgrena. Przerwał studia ze względu na udział w wojnie domowej. Po ukończeniu studiów w 1921 wyruszył w podróż po Europie. Następnie wrócił do Jyväskylä, gdzie otworzył swoje pierwsze biuro architektoniczne w 1923. Dwa lata później ożenił się z architektką Aino Marsio, koleżanką ze studiów, która wspópracowała z nim aż do swojej śmierci w 1949. W 1927 przeniósł biuro do Turku (gdzie współpracował z Erikiem Bryggmanem), a w 1933 do Helsinek. W latach 1927 i 1928 otrzymał zlecenie na trzy budynki, które przyniosły mu światowy rozgłos, były to: gmach redakcji gazety „Turun Sanomat” w Turku, przeciwgruźlicze sanatorium w Paimio i Miejska Biblioteka w Viipuri (dzisiejszy Wyborg). W 1934 pierwszy raz wziął udział w wystawie wzornictwa przemysłowego, a rok później wraz z żoną Aino, Maire Gullichsen i Nilsem Gustavem Hahlem założył przedsiębiorstwo Artek, produkujące wyposażenie wnętrz, przede wszystkim meble i lampy. Aalto opatentował pierwsze krzesło zawieszone o ramie ze sklejki. W 1938 Muzeum Sztuki Nowoczesnej w Nowym Jorku zorganizowało wystawę jego prac, eksponatami były głównie meble i fotografie projektowanych przez niego budynków.
W 1940 został profesorem architektury na Massachusetts Institute of Technology w Cambridge, gdzie wykładał do roku 1949. W 1949 zmarła Aino Aalto. W 1952 Alvar Aalto ożenił się ze znacznie od siebie młodszą Elissą Mäkiniemi (także architektem z zawodu, która została jego nowym współpracownikiem) i wzniósł swój dom letni i pracownię na wyspie Muuratsalo. W roku 1955 został członkiem Akademii Fińskiej, a w latach 1963–1968 był jej prezesem. Od 1928 do 1956 był członkiem Congrès international d'architecture moderne.

W 1955 roku Alvar Aalto powiedział: 

Czuję, że w życiu jest wiele sytuacji kiedy jego organizacja jest zbyt brutalna. Zadaniem architekta jest nadać życiu bardziej delikatną strukturę.

## Główne dzieła
- willa Mannera w Töysä, 1923
- biblioteka miejska w Wyborgu (obecnie w Federacji Rosyjskiej), 1927–1935
- sanatorium gruźlicze w Paimio, 1929–1933
- dom własny w Riihitie (Helsinki), 1935–1936
- fabryka celulozy w Sunila (Kotka), 1935–1939
- pawilon fiński na wystawie światowej w Nowym Jorku, 1938
- villa Mairea w Noormarkku, 1938–1939
- tarasowe budynki w Kauttua, 1937–1940
- Techniczny Uniwersytet Helsiński w Espoo koło Helsinek (obecnie Aalto-yliopisto), 1949–1974
- dom wielorodzinny na wystawie Interbau w Berlinie, 1955
- Finlandiatalo (Helsinki), 1967–1971

## Styl
Styl twórczości Alvara Aalto określa się jako regionalny i romantyczny. Jako jeden z pierwszych odrzucał sztywne, geometryczne reguły projektowania, które były typowe dla wczesnego modernizmu. W swoich pracach kładł nacisk na nietypowość formy i osobistą ekspresję. Stosował różnorodne materiały i złożone formy. Szczególną wagę przywiązywał do terenu wokół którego powstawał budynek oraz do detali budowli. Jego prace wyrażały żywy temperament oraz brak monotonii. Alvar Aalto uważał, że jego dzieła uosabiają ducha Finlandii i jej mieszkańców.

## Odznaczenia i nagrody
- Medal Księcia Eugeniusza przyznany przez króla Szwecji Gustawa VI Adolfa (1954)[5]
- Królewski Złoty Medal przyznany przez Królewski Instytut Architektów Brytyjskich (1958)
- Złoty Medal przyznany przez Amerykański Instytut Architektów (1963)[3]
- Pour le Mérite za Naukę i Sztukę  w 1969[6]